# Journal of Labor Economics
Das Journal of Labor Economics (JOLE) ist eine wirtschaftswissenschaftliche Fachzeitschrift, die dem Thema Arbeitsmarktökonomik gewidmet ist und als offizielles Publikationsorgan der Society of Labor Economists (SOLE) gilt. Das Journal of Labor Economics wird durch den US-amerikanischen Verlag University of Chicago Press herausgegeben.

## Geschichte
Das Journal of Labor Economics wurde 1983 als erste Fachzeitschrift gegründet, die sich auf Arbeitsökonomik spezialisierte.

## Inhalte
Die Forschungsbeiträge, welche im Journal of Labor Economics veröffentlicht werden, untersuchen verschiedene Aspekte der Arbeitsökonomik, darunter das Angebot und die Nachfrage nach Arbeit und Dienstleistungen, Personalökonomik, Einkommensverteilung, Gewerkschaftsverhalten und Tarifverhandlungen, angewandte Arbeitsökonomik und Arbeitspolitik, Arbeitsmärkte sowie Demographie.

## Redaktion
Die Redaktion des Journal of Labor Economics besteht aus Paul Oyer von der Stanford University als Chefredakteur und Maggie Newman als Managing Editor, neun Redakteuren, zehn Associate Editors und einem sechsköpfigen Redaktionsrat.

## Rezeption
In einer Studie von Kalaitzidakis et al. (2003) belegte das Journal of Labor Economics Platz 24 von 159 ausgewerteten Publikationen, sank jedoch in einer aktualisierten Studie von Kalaitzidakis et al. (2011) auf Platz 25 von 209 verglichenen Publikationen ab. Im wirtschaftswissenschaftlichen Publikationsranking des Tinbergen-Instituts an der Universität Amsterdam wird das Journal of Labor Economics in der Kategorie A („sehr gute allgemeine wirtschaftswissenschaftliche Fachzeitschriften und Spitzenzeitschriften im jeweiligen Fachgebiet“) geführt. Eine weitere Studie der französischen Ökonomen Pierre-Phillippe Combes und Laurent Linnemer listet das Journal mit Rang 18 von 600 wirtschaftswissenschaftlichen Zeitschriften in die zweitbeste Kategorie AA ein.
Der Impact Factor des Journal of Labor Economics lag im Jahr 2012 bei 1,729. In der Statistik des Social Sciences Citation Index wurde das Journal mit diesem Impact Factor an 3. Stelle von 24 Zeitschriften in der Kategorie Industrielle Beziehungen & Arbeit und an 63. Stelle von 333 Zeitschriften in der Kategorie Wirtschaftswissenschaften geführt.